# Kaštel Štafilić
Kaštel Štafilić – osada będąca częścią miasta Kaštela w żupanii splicko-dalmatyńskiej w Chorwacji. W 2011 roku liczyła 3042 mieszkańców.